# Batalla de Geronium
La batalla de Geronium fue un encuentro armado que tuvo lugar durante la segunda guerra púnica entre Cartago y la República romana en el año 217 a. C. El ejército de Aníbal Barca, tras vencer en la batalla del Ager Falernus, marchó al norte y luego al este hacia Apulia, a través del Samnio. Sin embargo, era seguido de cerca y muy cautelosamente por el dictador Quinto Fabio Máximo, que seguía lo que más tarde recibiría el nombre de estrategia fabiana.
Esta táctica militar se estaba volviendo impopular en Roma, y Fabio se vio obligado a volver a Roma para defender sus acciones bajo la excusa de la observancia de algunas obligaciones religiosas. Mientras tanto, Marco Minucio Rufo, su magister equitum, quedó al mando, y fue capaz de tomar a los cartagineses con la guardia baja cerca de su campamento de Geronium e infligir duras pérdidas en una importante escaramuza. Esta victoria hizo que los romanos, descontentos con Fabio, elevasen a Minucio a un rango igual que el del dictador: Minucio tomó el mando de la mitad del ejército y acampó en un campamento separado del de Fabio, cerca de Geronium. Aníbal, informado de estos hechos, creó una elaborada trampa que atrajo a Minucio y a su ejército para luego atacarlo desde todos los flancos.
La llegada a tiempo de Fabio con la otra mitad del ejército permitió a Minucio escapar tras recibir duras pérdidas. Tras la batalla, Minucio retornó el mando de su ejército a Fabio y retomó sus deberes como Maestro del Caballo.

## Situación estratégica
Tras escapar de la trampa de Ager Falernus ganando la batalla de ese nombre, Aníbal marchó al este, hacia Apulia, con su ejército y el botín de guerra. Fabio, siguiendo con su táctica dilatoria, siguió a Aníbal con precaución, manteniendo siempre las tierras más elevadas respecto a su enemigo.
La armada cartaginesa había estado atacando la costa de Italia, y la armada romana también había comenzado lo que se convertirían en ataques anuales por la costa africana. En Hispania, Asdrúbal Barca no había organizado ninguna expedición contra los romanos tras su derrota en la batalla naval del Río Ebro en la primavera de 217 a. C. Cneo Cornelio Escipión Calvo se había reunido con su hermano, Publio Cornelio Escipión, que traía 8000 soldados de refuerzo, consiguiendo que el ejército romano alcanzase la cifra de 30 000 hombres de infantería y 3000 de caballería. Ambos hermanos gozaban de rango proconsular y, gracias a la traición de un jefe hispano llamado Abelox, consiguieron recuperar a los rehenes que tenían los cartagineses.

## Preludio

### Marcha cartaginesa a través de la Italia central y campamento de invierno
Tras dejar Ager Falernus, Aníbal volvió sobre sus pasos, dirigiéndose hacia Apulia, al este. El ejército, cargado con el botín de sus saqueos, así como el ganado que habían acumulado, se movía muy lento buscando un lugar en el que establecer su campamento para pasar el invierno. Fabio y los romanos seguían a los cartagineses desde la distancia.
Aníbal marchó al norte, hacia Venefram, haciendo pensar a Roma que la ciudad era su objetivo, para luego girar súbitamente hacia el este, al Samnio, para luego cruzar los Montes Apeninos hacia Apulia. Fabio le siguió y, cuando Aníbal llegó a la ciudad de Geronium, Fabio estableció su campamento en Larinum, a 20 millas al sur. Los cartagineses habían dejado un reguero de destrucción a su marcha, arrasando las granjas y propiedades a la vez que tomaban provisiones y prisioneros a su marcha.
Aníbal pudo haber tomado Geronium al asalto, al no haberse atendido a sus peticiones, o simplemente tomó posesión de la ciudad porque los ciudadanos habían huido tras quemar los edificios al haberse colapsado parte de la muralla que les protegía. En cualquier caso, los cartagineses convirtieron su ciudad en un gran granero en el que almacenar su grano y dar cobijo a su ganado, creando un campamento militar en el exterior para el ejército, y rodeando la ciudad y el campamento con una trinchera y una empalizada. Entonces envió a los forrajeadores a recoger el grano de los campos vecinos y a los pastores con el ganado a pastar en la ladera de la montaña.

### Minucio al mando
Fabio dejó a Minucio al cargo con las instrucciones de continuar con la estrategia que habían estado siguiendo hasta ese momento, para viajar a Roma para atender a una serie de deberes religiosos así como, posiblemente, realizar algo de política en favor de su estrategia, que comenzaba a ser muy impopular. Minucio, tras varios días, se desplazó bajando desde las colinas y estableció su campamento en la llanura de Larinum, al norte de Geronium, y desde donde los romanos comenzaron a acosar a los forrajeadores cartagineses. Aníbal, en respuesta, se trasladó cerca del campamento romano desde Geronium con dos tercios de su ejército, y construyó un campamento temporal, ocupando una colina que se situaba por encima de los romanos con 2000 lanceros. La movilidad de los cartagineses se veía restringida, puesto que sus caballos se encontraban en ese momento en periodo de descanso. Minucio atacó y expulsó a los lanceros cartagineses, para luego mover su campamento a lo alto de la colina.
Los cartagineses, en respuesta al movimiento de los romanos, se vieron obligados a reducir el número de forrajeadores durante unos días, pero finalmente tuvieron que enviar partidas cada vez más numerosas en busca de provisiones. Los romanos, viendo su oportunidad, enviaron infantería ligera y caballería para matar a un gran número de forrajeadores cartagineses, y luego se desplazaron hacia el propio campamento de Aníbal. Este, con sus forrajeadores siendo atacados y su campamento en peligro de ser desmantelado, dirigió una salida contra los romanos con sólo un tercio de su ejército presente y la mayor parte de su caballería ausente. Tras una batalla en inferioridad numérica, sólo la llegada de Asdrúbal con 4000 forrajeadores logró contrarrestar la ventaja romana, y Minucio decidió retirarse a su campamento. Sin embargo, con esa batalla, Minucio había logrado infligir muchas bajas a los cartagineses, y Aníbal abandonó el campamento temporal para retirarse al original de Geronium. Era la primera vez que Aníbal se retiraba en una escaramuza de importancia, y la primera vez también que se veía obligado a ceder la iniciativa a su enemigo desde que había empezado la guerra.
Las noticias de esta escaramuza fueron recibidas en Roma como las de una gran victoria, y un pretor llamado Metelo o bien, según otras fuentes, Cayo Terencio Varrón (el futuro cónsul de 216 a. C.) propuso una ley para elevar a Minucio al mismo rango que Fabio. La ley fue aprobada rápidamente, otorgando a dos personas a la vez por primera vez en su historia el rango de dictador romano.
Fabio al retornar al ejército, propuso que o bien Minucio y él se alternaban en el mando en días alternativos, o se dividía el ejército en dos mandos independientes. Minucio eligió dividir el ejército, haciéndose él cargo de las legiones número II y III y de otras dos legiones de aliados. Acampó a una milla y media al sur del campamento de Fabio, posiblemente en el mismo lugar en el que se había situado el campamento temporal de Aníbal.

## Batalla de Geronium

### La trampa cartaginesa
Cuando Aníbal fue informado de la división del ejército romano, planeó atrapar y destruir al comandado por Minucio. El terreno entre ambos campamentos era llano, sin árboles y sin vegetación y, sin embargo, en el terreno bajo la colina había hondonadas y lugares en los que los soldados podían agazaparse y quedar escondidos sin que nadie se diese cuenta.
Aníbal seleccionó un cuerpo de 5000 hombres de infantería y 500 de caballería, y les ordenó agruparse en destacamentos de 200 a 300 hombres para guarnecerse en esos escondites naturales la noche antes de la batalla. La capacidad y disciplina de los cartagineses resultan evidentes dada su ejecución de esta operación nocturna tan complicada.
Al amanecer, un contingente de infantería ligera cartaginesa se posicionó en la colina expuesta a la vista de los romanos.

### La batalla
Tal y como Aníbal había anticipado, Minucio vio a los cartagineses desplegados en la colina y envió rápidamente a sus vélites para expulsarles de ahí. Aníbal envió suficientes soldados para aguantar a los romanos hasta llegar a un punto muerto, lo que hizo que Minucio enviase a la caballería romana e italiana a la colina. Aníbal contraatacó con su caballería pesada y su caballería númida. La caballería romana, tras luchar un cierto tiempo, comenzó a perder terreno frente a la gran capacidad de la caballería cartaginesa. Minucio, entonces, llamó a sus cuatro legiones y marchó hacia la batalla. Aníbal también había desplegado a su infantería y avanzó para enfrentarse a los romanos.
Toda esta secuencia de acciones y reacciones, planeada y orquestada por Aníbal, no permitió al general romano examinar el terreno o enviar exploradores para revisar el área donde ahora se enfrentaban sus ejércitos. Fabio, que observaba desde su campamento, llamó a su ejército para que estuviesen preparados, pero no salió para ayudar a su compañero.
En el momento en que Minucio alcanzó la colina, la caballería romana rompió filas y comenzó a huir y las tropas ligeras romanas también comenzaron su retirada en dirección hacia las legiones que se acercaban. En el momento de mayor confusión, antes de que los romanos volviesen a ordenar sus filas, los cartagineses ocultos emergieron y atacaron desde los flancos y la retaguardia de la formación romana. Aníbal y su infantería también atacaron rápidamente a los romanos desde el frente antes de que la sorpresa de la emboscada se perdiese. Los romanos, atacados desde todas direcciones, rompieron filas y huyeron, mientras que algunos grupos eran rodeados y luchaban por sus vidas.
En ese momento Fabio salió al rescate. Marchó con sus cuatro legiones y se aproximó a la batalla. Los soldados que huían comenzaron a formar de nuevo sus filas junto a sus legiones, y los cartagineses que se encontraban entre los dos ejércitos romanos comenzaron a retirarse, permitiendo a Minucio y a sus soldados retirarse y reagruparse junto con las tropas de refresco. Los dos ejércitos se reagruparon, pero entonces Aníbal rompió filas y se retiró de la batalla a su campamento, posiblemente porque no deseaba luchar una batalla de desgaste contra un ejército superior. Los cartagineses habían logrado infligir duras bajas a los romanos, y sólo la rápida salida de Fabio les salvó de un nuevo desastre militar.

## Hechos posteriores
Minucio, tras la batalla, devolvió el mando supremo a Fabio, retomando sus deberes como magister equitum, y reagrupando sus tropas con las de Fabio. Tanto los romanos como los cartagineses se alojaron en sus cuarteles para pasar el invierno, estación en la que no se produjeron acciones militares importantes.
Cuando el mandato de Fabio como dictador expiró, el ejército quedó de nuevo al mando de los dos nuevos cónsules anuales. Aníbal de nuevo demostró su gran capacidad en entender el carácter de sus oponentes y preparó un nuevo plan táctico para tomar ventaja de la nueva situación.